# Serie B (canoa polo maschile)
La Serie B è il terzo livello del campionato italiano maschile di canoa polo. Il campionato si articola attualmente su 3 gironi all'italiana con partite di andata e ritorno.
Nel 2011 i giorni erano invece 4. Le prime due squadre di ogni girone prenderanno parte alla fase finale, ovvero ai play off. Nel 2011 erano a eliminazione diretta, mentre nel 2012 erano costituiti da due gironi all'italiana da 5 squadra ciascuno con le prime due classificate promosse in A1.

## Le squadre partecipanti

### Girone A
| Club                            | Città    |
| ------------------------------- | -------- |
| Chiavari Canoa Polo Academy A   | Chiavari |
| Chiavari Canoa Polo Academy B   | Chiavari |
| Kayak Club Arenzano A           | Arenzano |
| Kayak Club Arenzano B           | Arenzano |
| Borgata Marinara Lerici         | Lerici   |
| Gruppo Canoe Polesine Rovigo    | Rovigo   |
| Canoe Rovigo                    | Rovigo   |
| Circolo Marina M. Nazario Sauro | Trieste  |

### Girone B
| Club                                      | Città     |
| ----------------------------------------- | --------- |
| Società Canottieri Ichnusa                | Cagliari  |
| Canottieri Comunali Firenze               | Firenze   |
| Canottieri EUR                            | Roma      |
| Urbe Roma Canoa Kayak                     | Roma      |
| Circolo Nautico Posillipo                 | Posillipo |
| Circolo Canottieri Antonio Offredi A.S.D. | Amalfi    |
| Marton Canoa Club Bari                    | Bari      |

### Girone C
| Club                 | Città                   |
| -------------------- | ----------------------- |
| Jomar Club Catania A | Catania                 |
| Jomar Club Catania B | Catania                 |
| Pol. Nautica Katana  | San Gregorio di Catania |
| Sport. Club Ognina A | Valverde                |
| Sport. Club Ognina B | Valverde                |
| Canoa Polo Ortigia   | Ortigia                 |